# داء غابة كياسانور
داء غابات كياسانور (KFD) هو حمى نزفية فيروسية تنقلها القراد مستوطنة في الجزء الجنوبي الغربي من الهند. هذا المرض ناجم عن فيروس ينتمي إلى عائلة Flaviviridae. ينتقل KFDV إلى البشر من خلال لدغة القراد الصلب المصابة (Haemaphysalis spinigera) والتي تعمل بمثابة خزان لـ KFDV.

## العلامات والأعراض
تشمل أعراض المرض ارتفاع درجة الحرارة مع صداع أمامي وقشعريرة وألم عضلي شديد وقيء وأعراض أخرى في الجهاز الهضمي. قد تحدث مشاكل النزيف بعد 3-4 أيام من ظهور الأعراض الأولية. قد يعاني المرضى من انخفاض غير طبيعي في ضغط الدم وانخفاض الصفائح الدموية وخلايا الدم الحمراء وعدد خلايا الدم البيضاء. بعد أسبوع إلى أسبوعين من الأعراض، يتعافى بعض المرضى دون مضاعفات، ومع ذلك، يكون المرض ثنائي الطور لمجموعة فرعية من المرضى (10-20 %) الذين يعانون من موجة ثانية من الأعراض في بداية الأسبوع الثالث. تشمل هذه الأعراض الحمى وعلامات المظاهر العصبية، مثل الصداع الشديد، والاضطرابات العقلية، والرعشة، وضعف البصر. عادة ما تكون فترة النقاهة طويلة جدًا وتستمر لعدة أشهر. تحدث أيضًا آلام العضلات وضعفها خلال هذه الفترة ولا يستطيع الشخص المصاب ممارسة الأنشطة البدنية.

## السبب

### علم الفيروسات
فيروس KFD هو فيروس نموذجي يبلغ قطره حوالي 40-60 نانومتر. يتكون جينوم KFDV من 10,774 نيوكليوتيد من الحمض النووي الريبي أحادي الجديلة، ذو المعنى الإيجابي، الذي يشفر بروتينًا واحدًا مشقوقًا بعد متعدية إلى ثلاثة هيكلية (C ،prM/M وE) وسبعة غير هيكلية (NS1 ،NS2a ،NS2b ،NS3 و NS4a وNS4b وNS5) بروتينات. يتشابه جينوم KFDV (> 92%) مع جينوم فيروس الحمى النزفية الموجود في المملكة العربية السعودية. ينتمي كل من هذين النوعين إلى عائلة Flaviviridae وقد تباعدا منذ أكثر من 700 عام وبقيتا منفصلين جغرافيًا.

### الانتقال
يُعتقد أن مجموعة متنوعة من الحيوانات تستضيف المرض، بما في ذلك النيص، والجرذان، والسناجب، والفئران، والزبابة. القرود هي المضيف الرئيسي المضخم لفيروس KFD وهم يعانون أيضًا. إن فصيلة Surili Presbytis entellus وقرود المكاك بونيه شديدة التأثر بفيروس KFD. يطورون فيروسية هائلة ويصيبون القراد. الناقل لانتقال المرض هو Haemaphysalis spinigera، وهو قراد الغابة. يصاب البشر بالعدوى من لدغة حوريات القراد. الإنسان مضيف نهائي ولا يوجد انتقال من إنسان إلى إنسان لأن البيئة المحلية البشرية لا تحافظ على القراد.

## علم الأمراض
التسبب في KFDV ليست مفهومة تمامًا. وجدت الأبحاث التي أجريت باستخدام نماذج الفئران أن KFDV يتكرر بشكل أساسي في الدماغ. توسعت أبحاث أخرى في هذا الأمر عن طريق وصف التغيرات العصبية التي حدثت داخل الكائنات المصابة. انتهي من هذه التجربة باستخدام الفئران المصابة بفيروس KFDV واكتشفت أن KFDV تسبب في حدوث دبق والتهاب وموت الخلايا في الدماغ. افترضوا أن KFDV يمكن أن يكون في المقام الأول مرضًا عصبيًا وأن الأعراض الأخرى ترجع إلى هذا المرض. 

## التشخيص
في الأيام السابقة، تأكدت الحالة المشتبه بها في المختبر عن طريق تلقيح مصل الفئران الرضيعة (الفئران السويسرية ألبينو) وتم تسوية الموت اللاحق للفئران كحالة إيجابية KFD. من بين طرق التشخيص الأخرى تثبيط التراص الدموي (HI)، تثبيت المكمل، اختبارات التعادل. ومع ذلك، فقد أدخل بحث جديد طرقًا جزيئية أكثر كفاءة لتشخيص KFDV. تتضمن هذه الطرق: RT-PCR، و RT-PCR المتداخلة، وRT-PCR المستندة إلى TaqMan، والأجسام المضادة المناعية M، واكتشاف الغلوبين المناعي G بواسطة ELISA. الطريقتان اللتان تتضمنان RT-PCR قادرة على العمل من خلال ربط مادة أولية بجين NS-5، والذي يتم حفظه بشكل كبير بين الجنس الذي ينتمي إليه KFDV. تقتصر إيجابية تفاعل البوليميراز المتسلسل على 8-10 أيام من ظهور الأعراض. تسمح الطرق المعتمدة على ELISA باكتشاف الأجسام المضادة لـ KFDV في المرضى عادةً من اليوم الخامس من ظهور الأعراض حتى 3 أشهر. 

## الوقاية والعلاج
يتم الوقاية عن طريق التطعيم، وكذلك التدابير الوقائية مثل الملابس الواقية والسيطرة على أعداد القراد. يتكون لقاح KFDV من KFDV المعطل بالفورمالين. اللقاح له معدل فعالية 62.4% للأفراد الذين يتلقون جرعتين. بالنسبة للأفراد الذين يتلقون جرعة إضافية، تزداد الفعالية إلى 82.9%. العلاجات المحددة غير متوفرة.

## الانتقال
هنالك عدد كبير من الحيوانات التي تمثل مستودعا طبيعيا للمرض مثل النيص والجرذ والسنجاب والفئران والزبابات. وتمثل القرموشة المؤنفة الأشواك (قرموشة مؤنفة الأشواك) ناقلا للمرض، وهو من أنواع القراد. ينتقل المرض للإنسان عن طريق لدغات حوريات القراد.

## الإصابة
معدل انتشار المرض 2-10٪، ويصيب المرض 100-500 فرد سنويا.
تشمل الأعراض حمى شديدة وصداع في مقدمة الرأس، ثم تتلوها أعراض نزف. يحدث النزف من الأنف والحلق واللثة ونزف من الجهاز الهضمي.
يشفى الشخص المصاب بعد أسبوعين من الإصابة، لكن فترة النقاهة تستمر عادة فترة أطول، وقد تستمر لعدة أشهر. تظهر أعراض ضعف العضلات وألم عام خلال هذه الفترة ويعجر الشخص المصاب عن ممارسة نشاطات بدنية.

## الوقاية والعلاج
اللقاح وسيلة الوقاية، بالإضافة لاستخدام وسائل أخرى مثل الملابس الواقية ومكافحة القراد والبعوض. يتوفر حاليا لقاح موهن حي.
العلاجات غير متوفرة.